# Mary Coombs
Mary Clare Coombs, née Blood, le 4 février 1929, et morte le 28 février 2022, est une programmeuse d'ordinateurs britannique et professeur des écoles. Elle est employée en 1952 comme la première femme programmeuse à travailler sur les LEO Computers. Elle est reconnue comme la première femme programmeuse commerciale,,,,. Le National Museum of Computing (en) a documenté sa collaboration.

## Biographie

### Enfance et éducation
Mary Clare Blood, la fille ainée de Ruth (née Petri) et William Blood, est née à Muswell Hill à Londres. Elle fréquente la Putney High School (en) et la St Paul's Girls' School et obtient un baccalauréat spécialisé en français et en histoire, de l'Université Queen Mary de Londres,. Son père croit en l'éducation des femmes et sa sœur étudie en microbiologie et en bactériologie. Contrairement à sa sœur et aux autres en informatique, elle n'a pas d'expérience en mathématiques ou dans les sciences. Après l'obtention de son diplôme, elle part dans le Surrey lorsque son père y prend un poste de médecin pour la chaîne de restauration J._Lyons_and_Co. (en). Il est clair que les femmes pouvaient avoir leurs propres carrières et intérêts.

### Vie personnelle
Elle épouse John Coombs, un collègue de LEO. Le couple a une fille, Anne, qui devient handicapée en bas âge et est décédée à l'âge de six ans. Ensemble, ils adoptent trois enfants, Andrew, Paul et Gillian,. John Coombs est décédé avant elle en 2012. Quant à elle, Coombs est décédée le 28 février 2022, à l'âge de 93 ans,.

### Carrière chez J. Lyons and Co.
Après l'obtention de son diplôme, elle enseigne l'anglais pendant un an à Lausanne, en Suisse. En rentrant chez elle en 1952, elle commence à travailler chez J. Lyons and Co. en tant qu'employée administrative temporaire, un travail qu'elle accepte à contrecœur alors qu'elle cherche une meilleure solution. Les compétences mathématiques de Coombs lui permettent vite d'être transférée du service de la vente de glaces au bureau des statistiques, où elle entend dire que le service travaillant sur LEO Computers cherche à embaucher de nouveaux programmeurs,.
Les sélections, conçues par Thomas Raymond Thompson, sont menées comme un "cours d'appréciation de l'informatique", qui consistent en une semaine de cours magistraux en journée et de devoirs écrits en soirée, destinés à tester l'aptitude des candidats au travail sur ordinateur. Parmi les 10 qui se sont présentés aux sélections originelles, elle est la seule femme. La performance de Coombs durant les "cours d'appréciation de l'informatique" est excellente, et comme résultat, elle fait partie des 2 seuls candidats à obtenir le poste dans la section informatique avec Frank Land (en). Selon Coombs, elle est l'une des rares femmes à suivre le cours d'initiation à l'informatique, et elle est l'unique à être sélectionnée,.
Une fois que Coombs ait officiellement commencé à travailler avec LEO en 1952, elle est formée par John Grover, un des premiers programmeurs LEO. Initialement, elle est la seule femme de l'équipe et travaille aux côtés de Leo Fantl, John Grover et Derek Hemy, utilisant LEO pour calculer automatiquement les salaires des employés de J. Lyons and Co. L'équipe effectue ensuite un travail sur la paie des employés pour la Ford Motor Company en utilisant LEO. Coombs travaille également sur des programmes pour les premiers clients de LEO tels que le Met Office, l'armée britannique et l'Inland Revenue. Coombs est reconnue comme la première femme à avoir travaillé sur un ordinateur commercial.
Coombs continue à travailler pour J. Lyons and Co durant la création des LEO II et LEO III. Elle passe la plupart de son temps en tant que superviseur, vérifiant les erreurs logiques et syntaxiques dans les programmes que d'autres écrivaient. Elle développe des programmes pour une utilisation interne à l'entreprise et pour des clients externes dans le cadre du service informatique d'entreprise offert par l'entreprise. Elle est également chargée de la réécriture des programmes de LEO II pour travailler avec LEO III, puisque LEO III utilisait un différent langage de programmation.

### Après J. Lyons & Co.
Coombs est transférée à English Electric Leo Computers en 1963, une société créée conjointement par la fusion de J. Lyons and Co. et English Electric. En 1968, elle est transférée à International Computers Limited (ICL) lorsqu'ils rachètent English Electric Leo Computers. En 1964, en raison d'engagements familiaux, elle passe d'un travail à temps plein à un travail à temps partiel. Elle continue à travailler dans le domaine de l'informatique, principalement en éditant des manuels. Elle donne brièvement un cours de programmation informatique au Princess Marina Center de Seer Green pour les résidents handicapés.
En 1969, lorsqu'elle se rend compte qu'elle ne pourrait pas travailler à plein temps, Coombs quitte l'équipe LEO et travaille brièvement pour Freelance Programmers, une société fondée par Stephanie Shirley. Après trois ans à la maison pour s'occuper de ses enfants, elle reprend le travail, d'abord comme institutrice dans une école privée, puis - après une année de travail pour un certificat d'études supérieures en éducation - environ 10 ans dans des écoles primaires du Buckinghamshire. À la retraite, elle enseigne le piano et dirige la chorale de l'église.